# 枡田史子
枡田 史子（ますだ ひとこ、1973年12月16日 - ）は、山陰中央テレビジョン放送の元アナウンサー。島根県隠岐郡布施村（現・隠岐の島町）出身。東京学芸大学卒業。
山陰中央テレビの番組『週刊・ヤッホー!』には、1997年10月の番組スタート時から2008年3月まで10年以上にわたって出演した。第2子出産後、2012年10月27日に神話博しまねで行われた同番組の公開イベント『週刊・ヤッホー! おかげさまで15周年! 公開生放送 in 神話博しまね』にゲストで参加し、「ヤッホーメンバー対抗 クイズde山陰」のコーナーMCを務めた。

## 担当番組
- めざましテレビ（フジテレビ、山陰担当）
- TSKザ・ヒューマン
- 週刊・ヤッホー!
- 月刊しまね情報局[5]
- TSKスーパーニュース（キャスター）[6]
- お宝発見!とれとれトレジャー